# Laznica (gmina Cerkno)
Laznica – wieś w Słowenii, w gminie Cerkno. W 2018 roku liczyła 37 mieszkańców.